# Gunzenburg

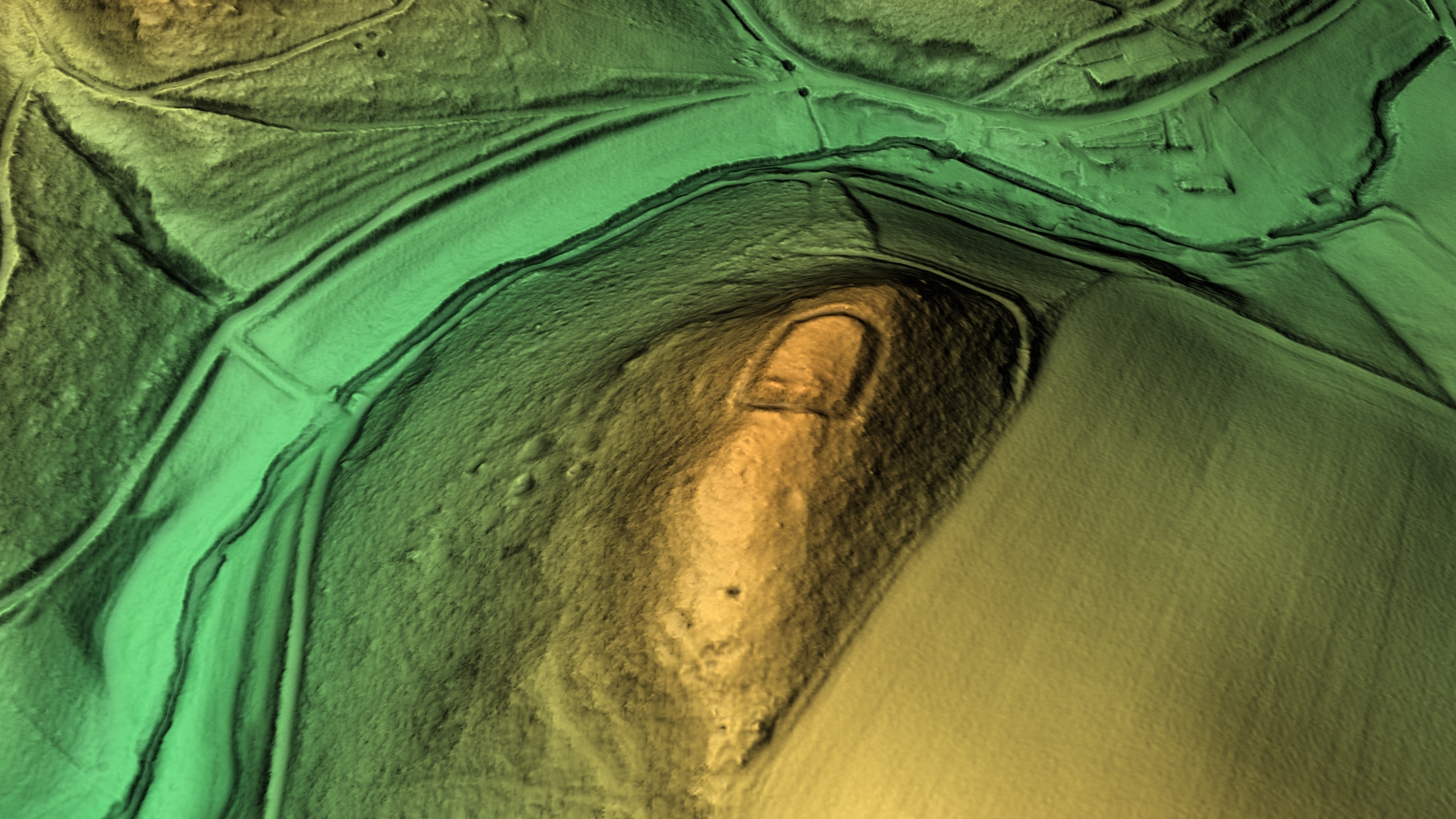
3D-Ansicht des digitalen Geländemodells

Die Gunzenburg oder auch Kunzenburg war eine abgegangene mittelalterliche Wallburg bei Rustenfelde im Landkreis Eichsfeld im Nordwesten Thüringens.

## Lage
Die Höhenburganlage befindet sich auf einem kleinen nach Norden gerichteten 281,7 m ü. NHN hohen  Bergsporn südwestlich von Rustenfelde. Der Bergsporn ist Teil eines kleinen Bergrückens zwischen der Landesstraße 3080 im Süden, dem Tal des Rustebaches im Westen und Norden und der Landesstraße 2003 von Rustenfelde ins Leinetal. Die Bergkuppe und steileren Hänge im Westen und Norden sind bewaldet, der südöstliche Hang wird landwirtschaftlich genutzt.
Unmittelbar unterhalb der Burg befindet sich die Bunte Mühle unterhalb von Rustenfelde. Etwa einen Kilometer nordwestlich verläuft die thüringisch-niedersächsische Landesgrenze und knapp einen Kilometer entfernt ragt der Rusteberg mit der gleichnamigen Burgruine Rusteberg auf.

## Anlage
Die 36 × 20 Meter große Burganlage ist von einem einfachen Wall und einem Außengraben umgeben. Der südliche Querwall verläuft direkt auf dem höchsten Punkt des Bergspornes, die anderen Wälle verlaufen an den steileren Abbruchkanten des Berges. Über Bauwerke in der Burg ist nichts bekannt, archäologische Funde gibt es bisher ebenfalls keine.

## Geschichte
Nach dem Untergang des Thüringer Königreiches war die hiesige Region historisches Grenzland zwischen den sächsischen, thüringischen und fränkischen Bevölkerungsgruppen und deren Herrschaftseliten. Hier verlief dann die Grenze des frühmittelalterlichen Leinegaus und Eichsfeldgaus, die in den Einflussbereich der Braunschweiger Herzöge, der Thüringer Landgrafen und der Mainzer Kurfürsten gerieten. Später bildete diese Linie die Grenze zwischen dem Kurmainzischen Eichsfeld und dem Herzogtum Braunschweig-Lüneburg und war noch Ausgangspunkt für Grenzstreitigkeiten bis ins 17. Jahrhundert. In der jüngsten Vergangenheit verlief hier die Innerdeutsche Grenze.
Der Höhenkamm vom Pferdeberg bei Kirchgandern, über den Rohrberg bis zum Nordrand des Ohmgebirges bildet noch heute die Sprachgrenze zwischen dem niederdeutschen und mitteldeutschen Dialekt.
Unmittelbare schriftliche Erwähnungen für die hiesige Burg fehlen, eine zeitliche Einordnung ist wegen fehlender archäologische Funde ebenfalls nicht möglich. Eventuell handelte es hier um einen Grenzposten entlang der historischen Grenze oder stand in Zusammenhang mit der nahen Burg Rusteberg.
Ob die Bunte Mühle zur Gemarkung eines ehemaligen Dorfes gehörte, wird vermutet, ist aber nicht belegt. 1318 ist von einem Dorf Gunrode im Amtsbezirk des Rusteberges die Rede, in dem Hermann von Bültzingsleben Besitz hatte. Südlich des Rusteberges im Leinetal gibt es einen ähnlich klingenden Einzelhof Hunrod, der aber als Hunderode in alten Schriften erwähnt wird.
Die Gemarkungsgrenze und damit die Abgaben für das Land zwischen Rustenfelde und Marth südlich der Mühle mit den Flurstücken Ginsliete, Günsburg und Ebenhoe waren noch im 17. Jahrhundert nicht einheitlich geklärt. Heute gehören die Gunzenburg und der Kirchberg zu Rustenfelde und die Ginsleite und Ebenhöhe zu Marth.
Die Adligen von Bültzingsleben besaßen später zwischen der Mühle und dem Dorf Rustenfelde ein Walgut, genannt die Kemenate, welches 1676 erwähnt wird. Inwieweit die Wallburg und die Kemenate in Beziehung standen, ist nicht bekannt. Die Kemenate wurde 1780 abgebrochen.

## Namensherkunft
Bei der Günsburg (1676) dürfte es sich um die Burg eines Gunzo handeln, im althochdeutschen steht gund für Kampf und Krieg.